# Miroslav Grebeníček
Miroslav Grebeníček est un homme politique tchèque né le 21 mars 1947 à Staré Město (canton de Uherské Hradiště). Il est diplômé de pédagogie de l'université de Brno, où il enseignera ensuite l'histoire de la philosophie marxiste.

## Biographie
Entré au KSČ en 1975, ce fils d'un ancien agent de la police politique a gardé après 1989 ses convictions orthodoxes et a pris les rênes en 1992 du seul parti communiste d'Europe centrale a ne pas avoir mué en formation sociale-démocrate. Il n'est apparu sur le devant de la scène qu'après la Révolution de velours et ne semble pas avoir joué de rôle important dans le KSČ. Violemment opposé à l'entrée dans l'OTAN et dans l'Union européenne, Miroslav Grebeníček qui cite volontiers Marx et Engels a développé tout au long des années 1990 une rhétorique populiste de gauche qui, si elle lui a permis de conserver l'électorat des laissés pour compte de la transition économique tchèque, a contribué à la marginalisation de son parti dans la scène politique tchèque.
Il est possible que son départ de la présidence du KSCM en 2005 ait justement été motivé par le désir du parti, dont la base électorale s'érode, de revenir dans le jeu politique tchèque.

## Citations
« Le peuple coréen a bâti avec succès un pays prospère et autosuffisant sous la conduite du Parti du travail coréen » (déclaration lors d'un voyage en Corée du Nord en juin 2005, source: Radio Prague).